# Annie Jiagge
Annie Ruth Jiagge, née Annie Ruth Baeta le 7 octobre 1918, morte le 12 juin 1996, est une avocate, une magistrate et une militante des droits des femmes ghanéenne. Elle a été l'une des rédactrices de la Déclaration sur l'élimination des discriminations à l'égard des femmes, une déclaration adoptée par l'assemblée des Nations unies le 7 novembre 1967, et elle est cofondatrice de l'organisation qui est devenue la Women's World Banking.

## Biographie

### Jeunesse et formation
Annie Ruth Baeta est née le 7 octobre 1918 à Lomé, au Togo français. Ses parents sont l'institutrice Henrietta Baeta et le pasteur presbytérien Robert-Domingue Baeta. Elle est l'un des huit enfants. Ses parents veulent qu'elle ait une éducation en anglais, et elle vit dans la ville côtière de Keta au Togoland britannique, avec sa grand-mère maternelle.
Elle fréquente l'Achimota College et obtient son diplôme d'enseignante en 1937. Elle devient institutrice et directrice de l’école des filles de l'église évangélique presbytérienne d'Achimota, de 1940 à 1946. Mais après que les bâtiments de cette école aient été emportés par l'océan, en 1940, les filles sont déplacés à l’église pour les garçons, qui devient surpeuplée. Pour trouver un financement à la construction de nouveaux bâtiments, elle constitue un groupe de théâtre qui interprète une pièce musicale de George F. Rool, David, le jeune Berger. Les représentations sont un succès et le groupe est invité à se produire dans les principales cités de la Côte-de-l'Or et au Togo. Elle est ainsi en mesure de lever des fonds pour une nouvelle école des filles inaugurée en décembre 1945.

### De 1945 à 1970
En 1945, elle passe également le A-level (l'équivalent du baccalauréat) à Londres et l'obtient. Elle est admise à la London School of Economics and Political Science en 1946. Ses collègues masculins de la Côte-de-l'Or l'incite à abandonner ces études, qui leur semblent difficiles pour une femme. Elle décide de poursuivre, obtient le LL.B. en droit en 1949 et est inscrite au Lincoln's Inn, l'année suivante. Durant ses temps libres dans la capitale anglaise, elle travaille avec la Young Women's Christian Association (Association Chrétienne des Jeunes Femmes) (YWCA) et est élue au Comité Exécutif de la YWCA Mondiale au cours de ses dernières années comme étudiante.
Elle revient dans son pays natal, la Côte-de-l'Or, au début des années 1950. Elle y dirige une initiative visant à établir une YWCA nationale au sein de la colonie britannique, avec notamment Evelyn Amarteifio, Thyra Casely-Hayford et Amanua Korsah. Elle épouse Fred Jiagge le 10 janvier 1953. Elle renonce au barreau et devient magistrate en juin 1953. En 1954, elle commence à assister régulièrement aux conférences du Conseil œcuménique des Églises. À partir de 1955 à 1960, elle est présidente de la YWCA. Elle et son mari adoptent un enfant, Rheinhold, en 1959.
Après le viol d'une jeune femme à Accra, venue de la campagne pour un entretien d'embauche, elle demande l'aide du gouvernement pour fournir des logements sûrs aux travailleuses de passage. Elle obtient une audience avec le président Ghanéen Kwame Nkrumah et le convainc de l'importance du projet. Elle mène une campagne en 1961, qui recueille des fonds pour une auberge de jeunesse féminine gérée par l'YWCA. Cette même année, elle devient juge de la Haute Cour de Justice. De 1961 à 1976, elle est membre du conseil de l'Université du Ghana. En 1962, elle est nommée pour représenter le Ghana à la Commission des Nations unies sur la condition de la Femme. En 1966, elle est élue rapporteur de la Commission. Lors d'une réunion en Iran en 1967, la Commission est chargée de préparer un document sur l'élimination des discriminations à l'égard des femmes.  Elle s'associe à d'autres membres de l'équipe, y compris la princesse iranienne Ashraf Pahlavi, et rédige le document en une nuit. Il est envoyé aux États membres des Nations unies pour  commentaire, puis adopté. Cette déclaration est un précurseur important pour une convention de 1979, juridiquement plus contraignante, la Convention sur l'élimination de toutes les formes de discrimination à l'égard des femmes. Elle est élue présidente de la Commission lors de la 21ème session, en 1968.
En 1969, elle reçoit la Grande Médaille du Ghana (Grand Medal of Ghana) et la Gimbles International Award for Humanitarian Works. Elle est nommée juge de la Cour d'Appel cette même année, la plus haute cour du Ghana à l'époque. Elle est la première femme juge à la Cour d'Appel. 

### De 1970 à 1996
En 1975, elle fonde le Conseil ghanéen pour les femmes et le développement (Ghana National Council on Women and Development) et en est la première présidente. Découvrant l'importance de l'accès au crédit, elle en fait une priorité et participe à la fondation de la Women's World Banking à New York, à la suite d'une conférence mondiale des femmes à Mexico. Plus tard, elle siège au conseil d'administration de cet organisme, la Women's World Banking, dans sa représentation au Ghana. Elle devient également membre puis présidente du Conseil Mondial des Églises, de 1975 à 1983. En 1979, elle est membre de l'assemblée constituante qui définit la nouvelle constitution de la Troisième République du Ghana. 
Elle est nommée Présidente de la Cour d'Appel en 1980. Cette année là, elle dirige à nouveau la délégation ghanéenne à la Conférence Internationale des Femmes à Copenhague. Elle reste Présidente de la Cour d'Appel jusqu'à sa retraite en 1983. Elle participe à la Quatrième conférence mondiale sur les femmes en tant que membre de l'ONU, le Secrétaire Général du groupe consultatif de l'année. En 1985, elle participe à un panel des Nations unies qui procède à des auditions publiques sur les activités des sociétés transnationales en Afrique du Sud et en Namibie. Elle siège également au Comité d'Experts qui élabore la Constitution du Ghana en 1991.
À partir de 1993 jusqu'à sa mort, elle est membre du Conseil d'État ghanéen. Elle décède le 12 juin 1996 à Accra.